# Карбоксилэстераза

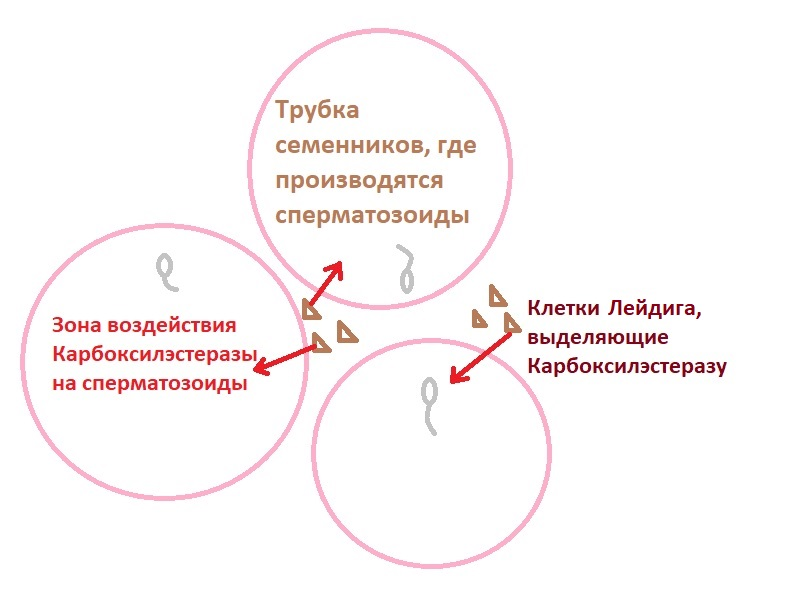
Карбоксилэстераза и клетки Лейдига

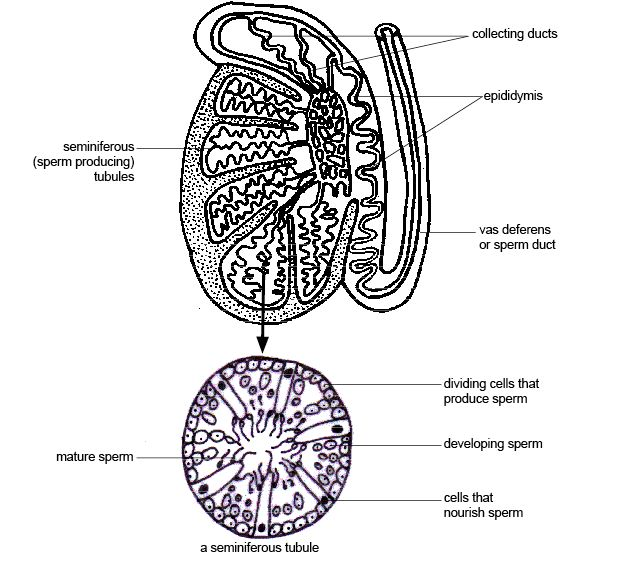
Мужское яичко и трубка семенника в разрезе.

Карбоксилэстераза — фермент, класса гидролаз, который нейтрализует токсины в печени и семенниках.
Карбоксилэстеразы — ферменты, которые гидролизуют соединения, содержащие сложные эфиры карбоновых кислот, амидные и тиоэфирные функциональные группы. Катализируют (ускоряют) гидролиз эфиров глицерина с короткой и длинной цепью (ацилглицеринов). Играют важную роль в гидролизе лекарств до неактивных метаболитов.
Катализируют (ускоряют) реакции переэтерификации и синтез сложных эфиров жирных кислот.
В семенниках карбоксилэстераза участвует в биосинтезе тестостерона и защищает клетки Лейдига от воздействия повреждающих и токсических агентов.